# گرترود بودنویزر
گرترود بودنویزر (آلمانی: Gertrud Bodenwieser؛ ‏ ۳ فوریهٔ ۱۸۹۰ – ۱۰ نوامبر ۱۹۵۹) که با نام گرتروده هم شناخته می‌شود، طراح رقص، رقصنده و مربی رقص اهل اتریش بود.

## زندگی اولیه

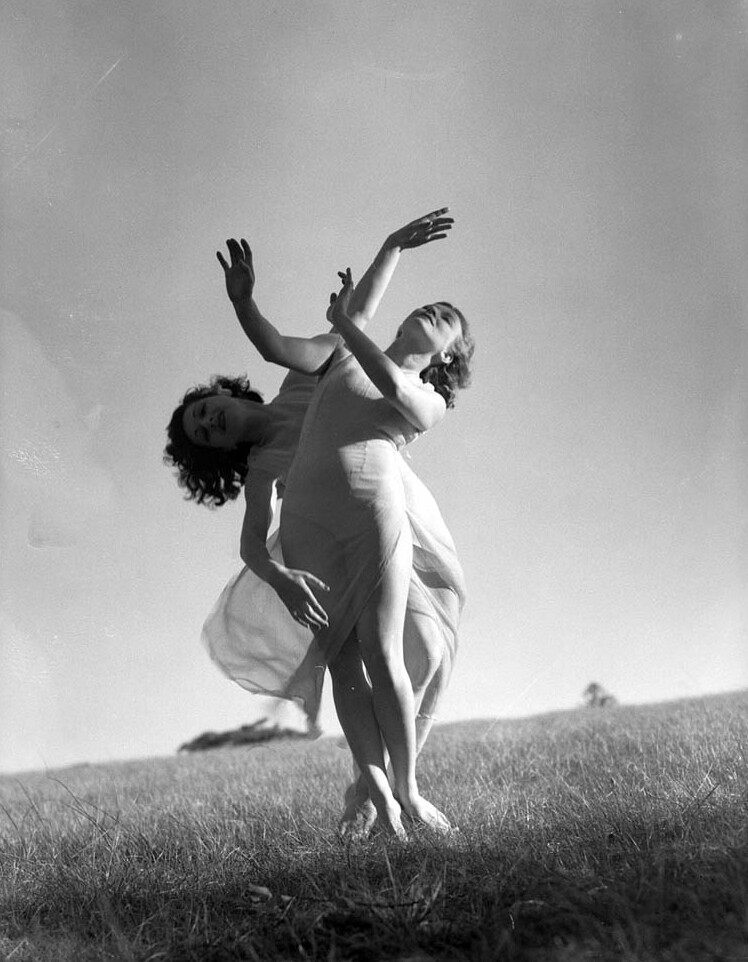
امی تاوسی (تازیگ) و اِوِلین آیپن، گروه بالهٔ بودنویزر، پارک سنتنیال در سیدنی، استرالیا c. ۱۹۳۹.

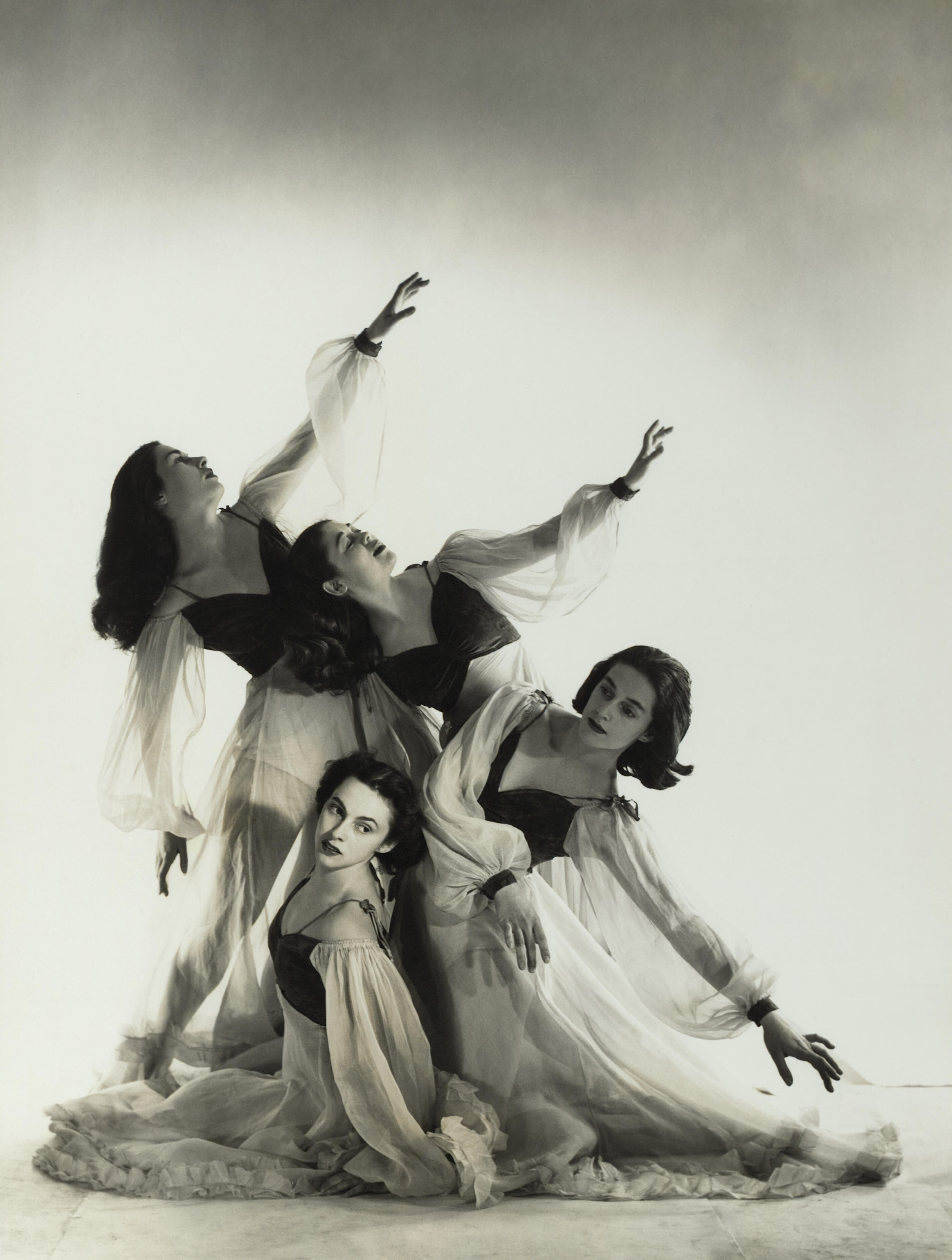
اجرای گروه باله بودنویزر از والس آبی دانوب، با مویرا کلاکس، الین والانس، نینا بوسکولو و بیروتا آپنس، ۱۹۵۳

گرترود دختر تئودور و ماریا بوندی، یک زوج ثروتمند یهودی بود. او رقص را با نام مستعار گرترود بودنویزر آغاز کرد که به شهرتی فراگیر در وین به عنوان یک پدیدهٔ جدید رقص دست یافت. سبک بودنویزر بر اساس باله کلاسیک بود که در ابتدا توسط کارل گودلفسکی از ۱۹۰۵ تا ۱۹۱۰ تدریس می‌شد. او سبک جدیدی از رقص داشت که مورد استقبال پرشور تماشاگران، منتقدان و دانشجویان جوان قرار گرفت. او از آثار ایزادورا دانکن و راس سنت دنیس الهام گرفته بود. یکی از بزرگ‌ترین موفقیت‌های او «ماشین شیطان» بود، یک اجرای رقص، که در آن گروهی از رقصندگان به ماشین تبدیل شدند.

## حرفه
اندکی بعد بودنویزر استاد رقص در دانشگاه موسیقی و هنرهای نمایشی وین شد. او در زیرزمین سالن کنسرت استودیوی رقص خود را اداره می‌کرد. شاگردان او تحت عنوان «گروه رقص بودنویزر» به تورهای سراسر اروپا رفتند. در میان شاگردان او که به دنبال حرفه خود رفتند، نام‌هایی مانند ویلما دگیشر، ترودل دابسکی، شونا دانلوپ مک تاویش، گیسا گیرت، هیلده هولگر، سوزان هاک، گرترود کراوس، ماریا پالمر، پگی ون پراگ و سیلی وانگ وجود داشت.
بودنویزر و بسیاری از رقصندگان او یهودی بودند و در سال ۱۹۳۸، زمانی که نازی‌ها به اتریش حمله کردند، گروه باله مجبور به ترک اروپا شد. بودنویزر با تعداد انگشت شماری از دانش آموزان به کلمبیا گریخت و در آنجا به عنوان بخشی از جشن ۴۰۰ ساله بوگوتا یک نمایش مهمان اجرا کرد. او حتی توانست یک میدان گاوبازی را با تماشاگران مشتاق پر کند. رقص او در سال ۱۹۴۴، «نقاب‌های شیطان»، دسیسه، وحشت و نفرت را مظهری از تمامیت‌خواهی سیاسی نشان داد و چون تجسم دوران شوم مشهور شد.
مهاجرت بودنویزر را به استرالیا کشاند، و او باقی عمر خود را در آنجا گذراند. در سیدنی، او رقص تدریس کرد و باله بودنویزر (۱۹۳۹–۱۹۵۹) را تأسیس کرد که آن را «نخستین گروه هنری واقعاً تأثیرگذار رقص مدرن در استرالیا» دانسته‌اند. بودنویزر برخی از مهم‌ترین رقصندگان، طراحان رقص و هنرمندان استرالیا، از جمله آنیتا آردل، کیث بین، مارگارت چپل، کورالی هینکلی، اینا نوئل، آن بات، هنی اگزینر، فیلیپا کولن و آیلین کریمر را تربیت کرد. یک دانش آموز از کلاس‌های دوران وین، دانلوپ مک تاویش، به رقصیدن با گروه ادامه داد و همچنین در مدارس محلی سیدنی، از جمله مدرسه دخترانه ابوتسلی، باله تدریس کرد. این گروه هنری تورهای شهری و روستایی استرالیا را برگزار کرد، و همچنین در فرانسه، نیوزیلند (۱۹۵۰)، آفریقای جنوبی (۱۹۵۰) و هند (۱۹۵۲)، پیش از مرگ بنیانگذارش، برنامه اجرا کرد.

## بایگانی
امی تاوزی و ماری کاکسون «بایگانی بودنویزر» را از اطلاعات حفظ‌شده و فهرست‌بندی شده جمع‌آوری کردند، با این هدف که آنها را به کتابخانه ملی استرالیا اهدا کنند.

## زندگی شخصی
بودنویزر در سال ۱۹۲۰ با کارگردان و نمایشنامه نویس وینی، فردریش روزنتال ازدواج کرد که در سال ۱۹۴۲ در اردوگاه کار اجباری آشویتس درگذشت. بودنویزر در ۱۰ نوامبر ۱۹۵۹ به‌طور ناگهانی درگذشت.